# Housselmont
Housselmont est une ancienne commune française du département de Meurthe-et-Moselle, rattachée à Allamps depuis 1971.

## Toponymie
D'un nom de personne germanique Huncelin + montem.
Anciennes mentions : Huncilini mons (Xe siècle) ; Housselemont (1254) ; Houcelaumont (1263) ; Hosselammont, Hosselemont, Houselemont-devant-Alomp, Hosselamont, Hocellemont (XIIIe et XIVe siècles) ; Housselmont (1719).

## Histoire
Petit village ou hameau de l'ancien évêché de Toul, Housselmont fut jadis qualifié de franc-alleu appartenant à la maison de Ligniville et était aussi une haute-justice. 
En 1756, Housselmont dépendait de la juridiction, de la subdélégation et de la généralité de Toul ; régi par le droit écrit et les usages de cette même ville. Puis en 1790, à la suite de la révolution française, cette localité fut incorporée dans le canton d'Allamps et le district de Toul.
Le 4 mars 1971, la commune d'Housselmont a été rattachée à celle d'Allamps sous le régime de la fusion simple.

## Démographie
| 1800 | 1806 | 1821 | 1831 | 1836 | 1841 | 1846 | 1851 | 1856 |
| ---- | ---- | ---- | ---- | ---- | ---- | ---- | ---- | ---- |
| 38   | 40   | 36   | 38   | 44   | 47   | 43   | 47   | 38   |

| 1861 | 1872 | 1876 | 1881 | 1886 | 1891 | 1896 | 1901 | 1906 |
| ---- | ---- | ---- | ---- | ---- | ---- | ---- | ---- | ---- |
| 41   | 41   | 40   | 41   | 40   | 31   | 27   | 32   | 29   |

| 1911 | 1921 | 1926 | 1931 | 1936 | 1946 | 1954 | 1962 | 1968 |
| ---- | ---- | ---- | ---- | ---- | ---- | ---- | ---- | ---- |
| 24   | 27   | 26   | 22   | 23   | 25   | 24   | 21   | 21   |

## Lieux et monuments
- Chapelle Notre-Dame-des-Gouttes d'Housselmont